# Deutsche Volksliste

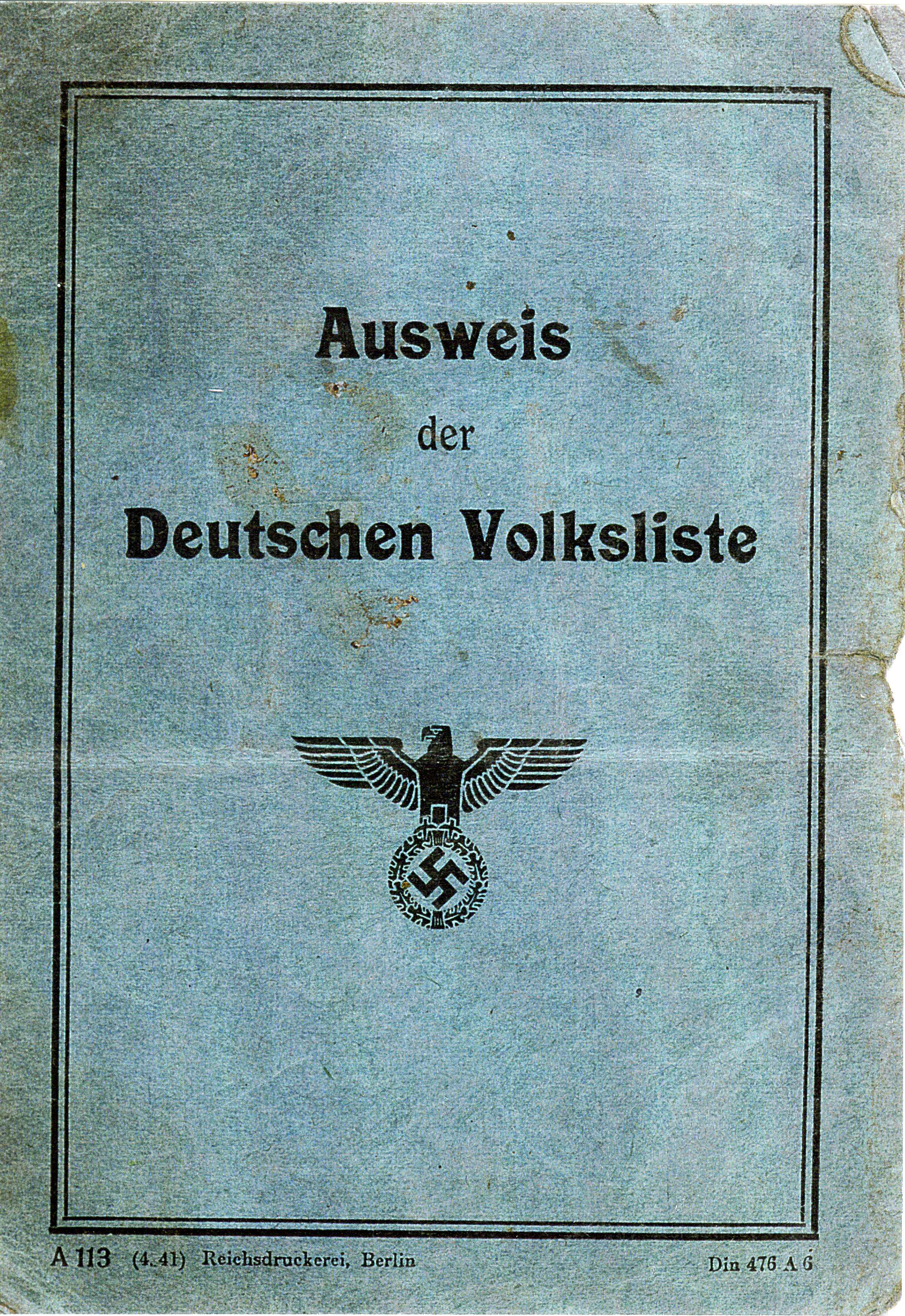
Ausweis der deutschen Volksliste

Die Deutsche Volksliste (DVL) teilte die Bevölkerung in den vom Deutschen Reich im Zweiten Weltkrieg eingegliederten und besetzten Teilen Polens in Bevölkerungsgruppen mit unterschiedlichen Rechten. Wer in die Deutsche Volksliste aufgenommen wurde, erhielt je nach Einstufung in eine von vier Gruppen die deutsche Staatsangehörigkeit bzw. ein späteres Anrecht auf sie. In oft diskriminierenden Verfahren wurden bei Anträgen auf Eintrag in die Deutsche Volksliste vor allem das politische Verhalten vor dem deutschen Überfall auf Polen 1939 und die ethnische Abstammung überprüft. Das Verfahren wurde in ähnlicher Form auch bald auf das Reichskommissariat Ukraine und auf Nordfrankreich ausgeweitet.

## Vorgeschichte
Durch die Aufteilung Polens Ende des 18. Jahrhunderts zwischen Russland, Preußen und Österreich wurden ethnische Polen Staatsbürger dieser Länder. Im Zarenreich waren die im Weichselland Wohnenden russische Untertanen. Die westlichen und südlichen Teile des ehemaligen Polen waren mit unterschiedlichem Anteil von ethnisch Deutschen besiedelt. 1919 erhielt Polen im kleinen Vertrag von Versailles eine eigene Staatsangehörigkeit zurück. Deutsche Staatsangehörige in zuvor zum Deutschen Reich gehörigen Regionen – wie z. B. den Provinzen Westpreußen, Posen und den Abstimmungsgebieten – auf dem Gebiet des neuen polnischen Staates konnten nach den Bestimmungen des Versailler Vertrags innerhalb gewisser Fristen zwischen deutscher oder polnischer Staatsangehörigkeit wählen, wenn sie vor 1908 zugezogen waren. Eine Entscheidung für die deutsche Staatsangehörigkeit bedeutete in der Regel den erzwungenen Wegzug aus Polen.

## Einbürgerungsverfahren und Selektionskriterien
Die DVL wurde am 28. Oktober 1939 zunächst in dem von den deutschen Besatzern auf polnischem Territorium eingerichteten „Reichsgau Posen“, dem späteren Wartheland, durch eine Verordnung des dortigen Reichsstatthalters Arthur Greiser begründet. Auf Grund der Anordnung des Reichsführers SS Heinrich Himmler als Reichskommissar für die Festigung deutschen Volkstums vom 12. September 1940 erschien die Verordnung über die Deutsche Volksliste und die deutsche Staatsangehörigkeit in den eingegliederten Ostgebieten vom 4. März 1941 im Reichsgesetzblatt I, S. 118. Sie wurde von der Publikationsstelle Berlin-Dahlem unter Albert Brackmann verwaltet und im Zusammenhang mit der Ausarbeitung des Generalplans Ost ausführlich dargestellt.

DVL-Gründungsdokument

Die „als Deutsche Brauchbaren“ der Bevölkerung wurden durch die DVL in folgende vier Abteilungen eingeteilt:
- Volksliste 1: So genannte „Bekenntnisdeutsche“, die sich vor dem Krieg für das „deutsche Volkstum“ eingesetzt hatten, also etwa in Organisationen der deutschen Minderheiten organisiert waren – und zwar unabhängig davon, ob sie eine ‚deutsche Abstammung‘ nachweisen konnten.
- Volksliste 2: Menschen, die zwar nicht Mitglieder in den Organisationen der deutschen Minderheiten gewesen waren, aber an deutscher Sprache und Kultur festgehalten hatten. Während Angehörige der Abteilung 1 sofort der NSDAP beitreten konnten und auch tatsächlich den Kern der Partei in den annektierten Gebieten bildeten, konnten sich die Mitglieder der Abteilung 2 zunächst lediglich als Anwärter auf eine Parteimitgliedschaft registrieren lassen.
- Volksliste 3: entweder so genannte „Stammesdeutsche“, also Menschen, die angeblich ‚deutscher Abstammung‘ waren, obwohl sie in der Regel nicht mehr Deutsch sprachen, oder aber Angehörige der sog. Zwischenschicht, also Kaschuben und Schlonsaken, soweit sie nicht Mitglieder in polnischen politischen Organisationen waren. Sie bekamen die „deutsche Staatsangehörigkeit auf Widerruf“.[2]
- Volksliste 4: sog. Renegaten, d. h. Menschen, die nach Auffassung der deutschen Zivilverwaltung ‚deutscher Abstammung‘ waren, die aber „ins Polentum abgeglitten waren“, d. h. sich selbst als Polen betrachteten. Sie erhielten die „Anwartschaft auf die deutsche Staatsangehörigkeit auf Widerruf“ und waren von der Wehrpflicht ausgenommen.

Für alle galt deutsches Recht, aber jede Abteilung erhielt abgestufte Rechte und Privilegien, erkennbar an Ausweisen in unterschiedlichen Farben (Abteilung 1 und 2: blau, Abteilung 3 grün, Abteilung 4 rot).
Am 4. März 1941 wurde die DVL auf alle annektierten westpolnischen Gebiete (also Danzig-Westpreußen, Ostoberschlesien und Teile Ostpreußens) ausgeweitet. Ungefähr zum gleichen Zeitpunkt, Mitte März 1941, wurde die Vertreibung von Polen aus diesen Gebieten in das Generalgouvernement wegen der Vorbereitung des Angriffs auf die Sowjetunion vorübergehend und schließlich bald ganz eingestellt. Im Wartheland wurden die Selektionskriterien bis zur deutschen Niederlage verhältnismäßig restriktiv gehandhabt. Nur ein relativ geringer Anteil von ca. 10 % der einheimischen Bevölkerung sollte dort in die Deutsche Volksliste aufgenommen werden. Die DVL des Warthelandes von 1939 hatte trotz anders lautender Beteuerungen nicht die Funktion, Nicht-Deutsche für das „deutsche Volkstum“ zu gewinnen. Sie sollte im Gegenteil ethnische Polen und solche ethnischen Deutschen ausgrenzen, die sich nicht zur nationalsozialistischen Interpretation des „Deutschtums“ bekennen wollten. Vor allem in den Provinzen Danzig-Westpreußen und Oberschlesien stellte sich die Situation völlig anders dar. Dort wurden jeweils ca. 60 % der einheimischen Bevölkerung eingetragen, die überwiegende Mehrheit in die Abteilung 3. Kriegsbedingt bestand ein großer Bedarf an Arbeitskräften, und es wurde nun in diesen Gebieten ein wesentlich größerer Teil der Bevölkerung in die privilegierten Abteilungen der Liste aufgenommen und zu Deutschen gemacht.
Die Volksliste diente ab 1941 auch dazu, Soldaten für die deutsche Wehrmacht zu rekrutieren. Rund die Hälfte der Personen, die ihre polnische Staatsbürgerschaft durch Beitritt zur Deutschen Volksliste gewechselt hatten, liefen nach der Gefangennahme durch alliierte Streitkräfte zu diesen über und dienten dann in mit den Alliierten verbündeten polnischen Einheiten. Von den 89.000 in Westeuropa durch die Alliierten gefangen genommenen Wehrmachtsangehörigen ursprünglich polnischer Nationalität schlossen sich rund 50.000 (d. h. 56,17 %) den auf britischer Seite kämpfenden Polnischen Streitkräften im Westen an. 43,3 % taten dies nicht und verblieben freiwillig im Status deutscher Kriegsgefangener in alliierten Kriegsgefangenenlagern.
Die Einteilung in die verschiedenen „Abteilungen“ der DVL hatte umfangreiche Folgen in allen Bereichen des Lebens, von der Lebensmittelration über die Gesundheitsversorgung bis zur Bildung. Die Angehörigen der Gruppen 3 und 4 sollten nach doktrinärer und rasch illusorisch gewordener Bestimmung Himmlers ins Altreich „umgesetzt“ werden, um dort durch eine intensive Erziehungsarbeit zu „vollwertigen Deutschen“ gemacht zu werden.
In der Regel wurden die Antragsteller nicht einer „rassischen Musterung“ unterzogen. Zwar drängte Himmler auf eine solche rassistische Selektion, konnte sich jedoch nicht gegen die jeweiligen Reichsstatthalter und Gauleiter durchsetzen. Allein im Wartheland stimmte der dortige Reichsstatthalter und Gauleiter Arthur Greiser einer rassistischen Selektion des größten Teils der Personen in den Abteilungen 3 und 4 der DVL zu, sodass etwa 60.000 Menschen durch die sogenannten Eignungsprüfer des Rasse- und Siedlungshauptamtes der SS „gemustert“ wurden. Im Gegensatz hierzu ließ in Oberschlesien der dortige Oberpräsident und Gauleiter Fritz Bracht lediglich die Selektion der ca. 50.000 Personen in Abteilung 4 zu, während der Reichsstatthalter und Gauleiter Albert Forster in Danzig-Westpreußen die Selektionen gänzlich untersagte. Da jedoch die Deportationen in das Generalgouvernement kriegsbedingt eingestellt worden waren, wurden vermutlich nur sehr wenige der Personen, bei denen das Rasse- und Siedlungshauptamt auf die Wertungsgruppe IV oder IVf erkannt hatte, aus der Deutschen Volksliste entfernt oder hatten sonstige daraus resultierende Nachteile zu erleiden.
| Gebiet                                               | DVL (zusammen) | DVL 1   | DVL 2   | DVL 3     | DVL 4  |
| ---------------------------------------------------- | -------------- | ------- | ------- | --------- | ------ |
| Ostpreußen (nur Bezirke Zichenau/Sudauen betreffend) | 45.000         | 8.500   | 21.500  | 13.500    | 1.500  |
| Reichsgau Danzig-Westpreußen                         | 1.153.000      | 150.000 | 125.000 | 870.000   | 8.000  |
| Warthegau                                            | 476.000        | 209.000 | 191.000 | 56.000    | 20.000 |
| Oberschlesien                                        | 1.450.000      | 120.000 | 250.000 | 1.020.000 | 60.000 |
| Zusammen                                             | 3.124.000      | 487.500 | 587.500 | 1.959.500 | 89.500 |

| Gebiet             | Gesamtbevölkerung | deutsche Bevölkerung 1939 | in die DVL eingetragen | polnische Schutzangehörige |
| ------------------ | ----------------- | ------------------------- | ---------------------- | -------------------------- |
| Ostoberschlesien   | 2.450             | 100                       | 1.477                  | 973                        |
| Wartheland         | 4.400             | 325                       | 512,5                  | 3.887,5                    |
| Danzig-Westpreußen | 1.650             | 243                       | 976                    | 674                        |
| Zichenau/Sudauen   | 1.000             |                           | 46,5                   | 920                        |

Die Tabelle zeigt, dass eine große Zahl von Menschen „eingedeutscht“ worden ist, die bis 1939 polnische Staatsbürger waren. Dies geschah zwar manchmal freiwillig, öfter aber unter Zwang und unter Androhung von KZ-Haft oder der Wegnahme der Kinder. In einem der Nürnberger Prozesse, dem Prozess Rasse- und Siedlungshauptamt der SS, der von einem amerikanischen Militärgericht 1947–48 geführt wurde, wurde dieses System der gestaffelten Einbürgerung fremder Staatsbürger über die Deutsche Volksliste als Verbrechen geahndet.

## Folgen nach Ende des Zweiten Weltkriegs
Nach dem Krieg bewertete die Volksrepublik Polen Menschen, die in die „DVL“ eingetragen waren, zunächst pauschal als „faschistisch-hitleristische“ Kollaborateure. Das hatte oft Repressalien zur Folge (etwa Lagerhaft oder gar Vertreibung). Zwar gab es unter den „Eingedeutschten“ tatsächlich Kollaborateure und Menschen, die die Politik der Nationalsozialisten mit Überzeugung vertreten hatten. Ab der zweiten Jahreshälfte 1945 setzte sich in den Reihen polnischer Politiker allerdings die Auffassung durch, dass zahlreiche DVL-Angehörige der Gruppen III und IV, insbesondere in Oberschlesien, nicht freiwillig, sondern zwangsweise eingeschrieben worden waren. Das Gleiche galt für Danzig-Westpreußen.
Im Rahmen eines „Rehabilitationsverfahren“ wurde die Nationalität der Betroffenen geprüft und gegebenenfalls die polnische Staatsbürgerschaft verliehen, die übrigen wurden als Deutsche klassifiziert und vertrieben. Nach dem Ergebnis der polnischen Volkszählung von 1950 lebten 1.104.100 derartig „rehabilitierte“ DVL-Angehörige und ehemalige deutsche Staatsbürger auf dem Gebiet der Volksrepublik Polen.
Nach der Gründung der Bundesrepublik Deutschland erhielten diejenigen, die auf der DVL eingetragen waren und deren Nachkommen das Recht, als Aussiedler in der Bundesrepublik Deutschland Aufnahme zu finden. Bundesdeutsche Gerichte benutzten dabei die Einstufungen der Nationalsozialisten als Grundlage bei Streitigkeiten über die Frage, ob jemand als „deutscher Volkszugehöriger“ im Sinne des Art. 116 GG gelten müsse. 1990 berichteten Medien, dass diese Praxis durch eine Einzelfallprüfung ersetzt würde.
Die Definition der Volkszugehörigkeit aufgrund des „Bekenntnisses“ zu deutscher „Sprache, Erziehung, Kultur“ aus der Verordnung über die Deutsche Volksliste und die deutsche Staatsangehörigkeit in den eingegliederten Ostgebieten von 1941 findet sich beinahe wortgleich in § 6 des Bundesvertriebenengesetzes vom 22. Mai 1953.